# Alessandro Padoa

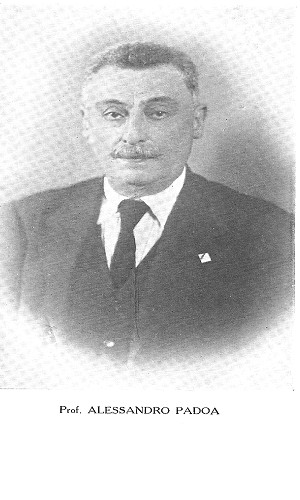
Alessandro Padoa

Alessandro Padoa (* 14. Oktober 1868 in Venedig; † 25. November 1937 in Genua) war ein italienischer Mathematiker und Logiker.

## Leben
Padoa stammte aus einer jüdischen Familie, ging in Venedig zur Schule und studierte dann in Padua, um Ingenieur zu werden. Danach ging er an die Universität Turin (1889 und 1894/95, dazwischen studierte er in Bologna), wo er 1895 seinen Laurea-Abschluss in Mathematik erhielt und unter den Einfluss von Giuseppe Peano kam, dessen enger Mitarbeiter und Freund er wurde. Padoa war nach dem Lehramtsexamen 1896 in Turin Lehrer in Pinerolo, Rom (1899 bis 1904 an einer Technischen Schule), Cagliari und ab 1909 in Genua am Polytechnikum Vittorio Emanuel und ab 1924 am Gymnasium Cristoforo Colombo. Er unterrichtete auch ab 1911 an der Marineakademie Mathematik (später abwechselnd mit Giuseppe Vitali) unterrichtete. 1935 ging er als Lehrer in Pension, unterrichtete aber noch 1932 bis 1936 mathematische Logik an der Universität Genua.
Bekannt wurde er durch seine klare Darstellung der axiomatischen Methode auf Mathematiker- und Philosophie-Kongressen unter anderem auf dem Internationalen Mathematikerkongress in Paris 1900 (und später an den Internationalen Mathematikerkongressen in Rom, Cambridge und Bologna) und popularisierte so die Methoden von Peano.
Seine Ideen hatten Einfluss auf die frühe Entwicklung der Modelltheorie durch Alfred Tarski. Er hielt auch Vorlesungen an den Universitäten in Brüssel, Pavia, Padua, Bern, Padua, Cagliari und Genf. Er befasste sich auch mit Mathematikpädagogik und hielt darüber 1908 einen Vortrag auf dem Internationalen Mathematikerkongress.
1934 erhielt er einen Mathematikpreis der Accademia dei Lincei.
Er war mit Elisabetta Padoa verheiratet und hatte zwei Söhne und eine Tochter. Padoa hatte weitgespannte kulturelle Interessen und war in der jüdischen Gemeinde in Genua und der zionistischen Bewegung aktiv.

## Schriften (Auswahl)
- Un Nouveau Système de Définitions pour la Géométrie Euclidienne. In: Ernest Duporcq (Hrsg.): Compte Rendu Deuxième Congrès International des Mathématiciens tenu a Paris du 6 au 12 Aout 1900. Gauthier-Villars, Paris 1902, S. 353–363.
- Essai d'une théorie algébrique des nombres entiers, précédé d'une introduction logique à une théorie déductive quelconque. In: Logique et histoire des sciences. (= Bibliothèque de Congress Internationale de Philosophie. 3, ZDB-ID 341028-6). Colin, Paris 1901, S. 309–365.
  - teilweise ins Englische übersetzt als: Logical introduction to any deductive theory, 1900. In: Jean van Heijenoort: From Frege to Gödel. A Source Book in Mathematical Logic, 1879–1931. Harvard University Press, Cambridge MA u. a. 1967, S. 118–123.
- Le Problème No. 2 de M. David Hilbert. In: L’Enseignement Mathématique. Band 5, 1903, ISSN 0013-8584, S. 85–91.
- La Logique Déductive dans sa dernière Phase de Développement. Avec une préface de Giuseppe Peano. Gauthier-Villars, Paris 1912 (Vorabdruck in: Revue de metaphysique et de morale. Band 19, Nr. 6, 1911, S. 828–832. und Band 20, 1912, Nr. 1, S. 48–67.; Nr. 2, S. 207–231.).
- Ce que la Logique doit a Peano. In: Actes du Congres International de Philosophie Scientifique. Sorbonne, Paris 1935. Band 8: Histoire de la Logique et de la Philosophie Scientifique. = Actualités Scientifiques et Industrielles. Band 395, 1936, ISSN 0365-6861, S. 31–37.